# Kiss of the Dragon
Kiss of the Dragon (literalment, "El petó del drac") és una pel·lícula francesa d'acció de 2001 dirigida per Chris Nahon amb Jet Li en el paper principal.
La major part de les seqüències d'acció es van fer amb poc ús de CGI. L'únic moment en el qual es va usar CGI va ser en l'escena de l'hotel en què Li dona un cop de peu a una bola de billar al cap del xofer. El director diu fins i tot haver hagut d'alentir l'escena perquè els actors s'estaven movent molt ràpid per la càmera.

## Argument
Liu Jian (Jet Li) és un agent dels serveis secrets xinesos. És enviat en missió a París per ajudar la policia francesa, i més particularment l'inspector J.P. Richard (Tchéky Karyo), a detenir un gran cap de la droga. No obstant això, mentre que dos prostitutes troben el sospitós, una d'elles sota la influència de les drogues l'apunyala. Liu Jian es precipita al seu auxili, l'inspector intervé, fa aturar els enregistraments de vídeo, i entra a matar el cap i la prostituta amb l'arma de Liu Jian. Aquest s'escapa, a continuació té lloc una carrera-persecució en l'hotel, que és ràpidament saquejat per l'inspector i el seu equip. Liu Jian aconsegueix passar per la sala de control, agafar els cassettes vídeo que no havien estat parats... Fuig de l'hotel, s'amaga sota un cotxe de l'equip de persecució, busca la consigna de l'estació de l'Est i desgraciadament no pot prendre possessió de tot el que s'hi troba...
Durant aquest temps, l'inspector va presentar la seva versió a la representació diplomàtica xinesa, però davant d'ell la fina flor dels serveis secrets...
Jiu Lang, refugiat en un amagatall reconeix la prostituta que demana anar al lavabo. Prova de no destacar, però tot s'encadena...

## Al voltant de la pel·lícula
- En la pel·lícula, el petó mortal del dragon és una tècnica de acupuntura que permet aturar la sang al cervell, impedint-la de baixar, cosa que té com a conseqüència fer sortir la sang pel nas, les orelles, els ulls i la boca abans de provocar la mort en atroços patiments.

## Repartiment
- Jet Li: Liu Jian
- Bridget Fonda: Jessica Kamen
- Tchéky Karyo: Jean-Pierre Richard
- Max Ryan: Lupo
- Ric Young: Mister Big
- Burt Kwouk: oncle Tai
- Kentaro: Chen
- Laurence Ashley: Aja
- Cyril Raffaelli: bessó
- Didier Azoulay: bessó
- John Forgeham: Max
- Paul Barrett: pilot
- Colin Prince: ajudant de Lupo
- Vincent Glo: Pluto
- Vincent Wong: Ministre Tang